# Shin Jea-Hwan
Shin Jea-Hwan (en coreano: 신재환; Seúl, 3 de marzo de 1998) es un deportista surcoreano que compite en gimnasia artística. Participó en los Juegos Olímpicos de Tokio 2020, obteniendo una medalla de oro en la prueba de salto de potro.

## Palmarés internacional
| Juegos Olímpicos | Juegos Olímpicos | Juegos Olímpicos | Juegos Olímpicos |
| Año              | Lugar            | Medalla          | Prueba           |
| ---------------- | ---------------- | ---------------- | ---------------- |
| 2020             | Tokio (Japón)    | Medalla de oro   | Salto de potro   |